# Pak Yong-Nam
Pak Yong-Nam (27 de abril de 1996) es un deportista norcoreano que compite en judo. Ganó una medalla de bronce en el Campeonato Asiático de Judo de 2017 en la categoría de –60 kg.

## Palmarés internacional
| Campeonato Asiático | Campeonato Asiático | Campeonato Asiático | Campeonato Asiático |
| Año                 | Lugar               | Medalla             | Categoría           |
| ------------------- | ------------------- | ------------------- | ------------------- |
| 2017                | Hong Kong (China)   | Medalla de bronce   | –60 kg              |